# Johanneskofel
Der Johanneskofel (auch Johanniskofel) ist ein 660 m hoher markanter Felsen in Südtirol. In der Sarner Schlucht unterhalb des Dorfs Wangen und oberhalb des von der Talfer ausgebildeten „Maggner Kessels“ auf dem Gebiet der Gemeinde Ritten gelegen, hat er seinen Namen von der heute auf seiner Spitze erbauten Kapelle St. Johann am Kofel. Die Geschichte des dem Ritten vorgelagerten Felsens reicht weit in die Vergangenheit zurück. Grabungen brachten u. a. bedeutende Fundstücke aus dem Neolithikum (4. und 3. Jahrtausend v. Chr.) ans Tageslicht.
Heute finden sich auf dem Felsenturm spärliche Spuren einer Burg: Reste einer ausgedehnten Ringmauer und einer Regenwasserzisterne. Die heutige gotische Kapelle steht vermutlich an der Stelle der alten Burgkapelle. Zu den Ruinen führt eine in den Stein gehauene Treppe empor. Über die Geschichte der Burg, die einst auf diesem ausgesetzten Felsstock errichtet wurde, ist wenig bekannt. Die unscheinbaren Keramikfunde aus dem 12. und frühen 13. Jahrhundert belegen eine Benutzung in dieser Zeit. Vermutlich ist auf dem Johanneskofel der erste Sitz der erstmals 1174 genannten Herren von Wangen zu suchen, die später talauswärts zur Burg Wangen-Bellermont übersiedelten. Die Burg auf dem Johanneskofel dürfte also zu Beginn der 1170er Jahre entstanden sein. 1326 war sie bereits Ruine. Um 1600 nennt Marx Sittich von Wolkenstein in seiner „Tiroler Landesbeschreibung“ die Herren von Weineck als die letzten Inhaber der bereits verfallenen Burg und beschreibt den Johanneskofel wie folgt:

„San Johannes Koffl. Dise schloss ligt noch in gericht Wangen als obgemelt worten jez zerfallen und nur mer unbewant, aus [außer] der kirchen, so noch in wirten [Würden, in gutem Stand] ist; find also auch verer nich mer darvon, wem es gehort, erbaut hat, auser dass es von den von Weineck auch bis auf den lesten ingehabt.“

Folgende Beschreibung bietet der Baedeker Ostalpen von 1903 (engl. Ausgabe):

“Passing the (1¼ M.) inn Zum Zoll (toll 4 ft.), we enter the Mackner Kessel (1405'), a wild rocky chaos, beyond which rises the Johanneskofel, a porphyry rock, 330' high, on which is perched the Chapel of St. John. (A marked path leads hence via Oberinn to the Rittnerhorn, in  5½ hrs.).”